# Regiunile statului Mali
Statul Mali este împărțit din punct de vedere administrativ în 8 regiuni și 1 district al capitalei.

Regiunile sunt divizate în 49 de cercles (singular cercle), iar cercle-urile și districtul capitalei sunt scindate în arondismente. 
. 

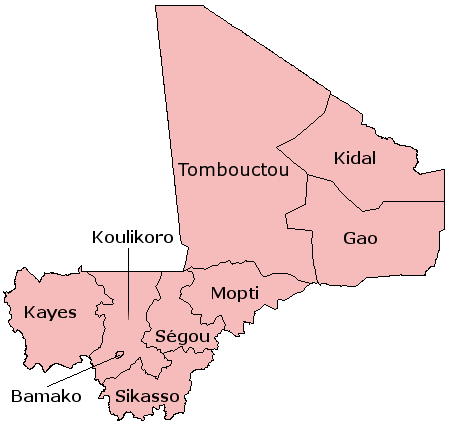
Regiunile statului Mali

Regiunile au fost numerotate inițial de la vest la est cu cifre romane.
În tabelul următor sunt listate toate regiunile statului:
| Regiune                                   | Reședință  | Suprafață | Populația la recensământul din 1998 |
| ----------------------------------------- | ---------- | --------- | ----------------------------------- |
| Gao (Regiunea VII)                        | Gao        | 335.976   | 179.572                             |
| Kayes (Regiunea I)                        | Kayes      | 1.506.099 | 197.760                             |
| Kidal (Regiunea VIII)                     | Kidal      | 31.046    | 151.430                             |
| Koulikoro (Regiunea II)                   | Koulikoro  | 1.563.444 | 89.833                              |
| Mopti (Regiunea V)                        | Mopti      | 1.427.173 | 88.752                              |
| Ségou (Regiunea IV)                       | Ségou      | 1.678.749 | 56.127                              |
| Sikasso (Regiunea III)                    | Sikasso    | 1.610.772 | 76.480                              |
| Tombouctou (Regiunea III)                 | Tombouctou | 467.361   | 408.977                             |
| Districtul Capitalei (nu are numerotație) | Bamako     | 848.315   | 267                                 |